# 阿不都克日木·买合苏木
阿不都克日木·买合苏木（？—？）维吾尔族，新疆喀什人，中华民国商人、政治人物。

## 生平
出身大地主、富商、三代伊斯兰教人士之家。曾到苏联经商，其子女曾留学苏联。1933年曾任在喀什成立的东突伊斯兰共和国教育部长。1938年，任第三区（喀什区）代行政长。1946年新疆省联合政府成立后，经阿合买提江·哈斯木、包尔汉共同提名（属于七区保荐），出任政府委员兼喀什行政区督察专员，任内曾积极配合包尔汉、穆罕默德·伊敏、赛福鼎监督民主选举各县县长活动。1947年7月30日，國民政府任命阿不都克力木買合蘇木兼新疆省政府副主席。:83911947年新疆省联合政府解体之后被免职。